# Вурм (река)
Вурм (нем. Wurm) — река в Германии, протекает по земле Северный Рейн-Вестфалия. Левый приток Рура (приток Мааса). Площадь бассейна реки составляет 355,518 км². Длина реки — 57,5 км.
Вурм берёт начало у города Ахен, где раньше он протекал вокруг старого центра города, между городскими стенами и замком Франкенберг, оставив след в топонимике Ахена, но впоследствии был заключён в трубу.
Река протекает по заповеднику Вурмталь (Wurmtal).
Вдоль реки проходит часть границы Германии и Нидерландов, укрепленной построенными вдоль реки замками, такими как Цвайбрюгген, Римбург и др.